# John Lecky
John MacMillan Stirling Lecky (* 29. August 1940 in Vancouver; † 25. Februar 2003 in Calgary) war ein kanadischer Ruderer.
Lecky studierte an der University of British Columbia und qualifizierte sich mit deren Achter für die Olympischen Spiele 1960 in Rom. Bei den Olympischen Spielen 1960 in Rom ruderte der kanadische Achter in der Besetzung Donald Arnold, Walter D’Hondt, Nelson Kuhn, John Lecky, David Anderson, Archibald MacKinnon, William McKerlich, Glen Mervyn und Sohen Biln. Im Finale siegte der Deutschland-Achter vor den Kanadiern und dem Boot aus der Tschechoslowakei.
Die Olympiateilnahme 1960 war der einzige internationale Einsatz von Lecky. Nach seiner Graduierung wechselte er an das Jesus College der Universität Cambridge und studierte dort Rechtswissenschaften. 1962 und 1964 gewann er mit dem Achter von Cambridge das Boat Race gegen den Achter aus Oxford.  
Nach seinem Studium war er in Kanada als Geschäftsmann und Sportfunktionär tätig. Bei den Olympischen Spielen 1984 fungierte er als Chef de Mission des kanadischen Teams. 2012 wurde die Crew von 1960 in die Sports Hall of Fame der University of British Columbia aufgenommen. Nach John Lecky hat die Universität das John M. S. Lecky UBC Boat House benannt.